# Västra Engelbrektsskolan

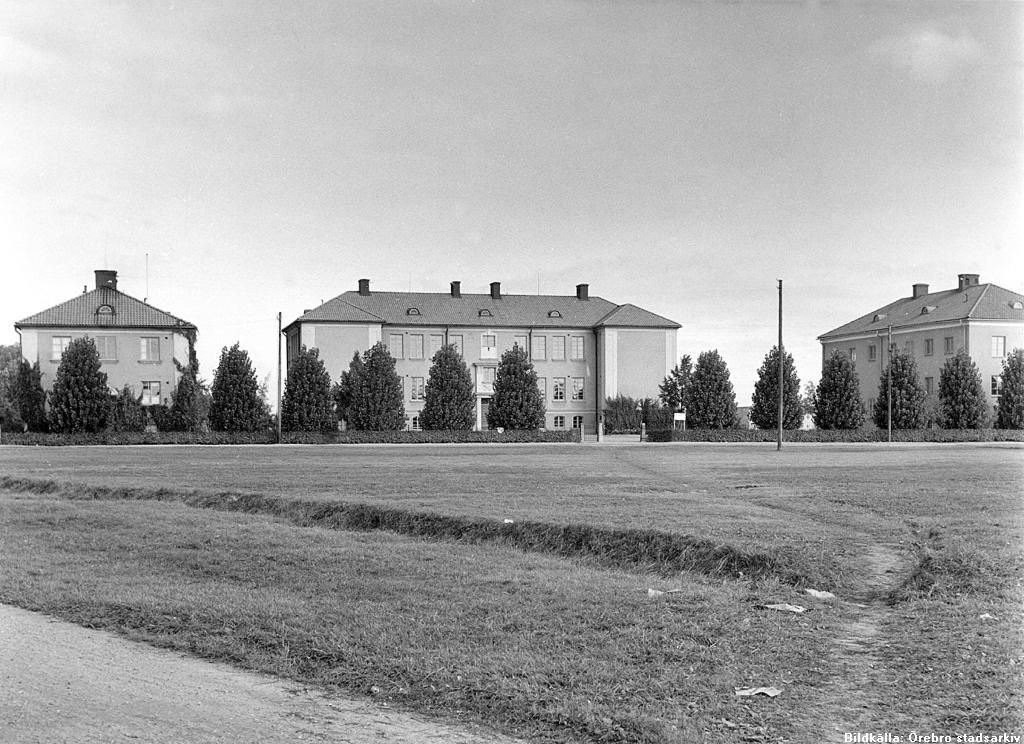
Gamla Holmens skola i slutet av 1940-talet

Västra Engelbrektsskolan är en kommunal grundskola i Örebro som har elever från förskoleklass till och med skolår nio. Skolan har drygt 350 elever och cirka 60 anställda. Skolan är belägen mellan bostadsområdena Baronbackarna och Holmens villaområde med adress Hjalmar Bergmans väg 3.

## Historik
Skolans första namn var Holmens skola. Den invigdes i början av 1926, och låg då inom Längbro landskommun. Gymnastikhuset tillkom 1930. Först vid årsskiftet 1937 inkorporerades Längbro landskommun i Örebro kommun. En nyare del för lågstadie- och mellanstadieelever, ritad av arkitekt Edvin Bergenudd, tillkom 1956. Denna del kom att kallas Mikaelskolan. Högstadieeleverna gick kvar i den gamla skolbyggnaden, som fortfarande kallades Holmens skola. I början av 1980-talet fick hela skolan namnet Mikaelskolan för att skolan skulle få samma namn som kommundelen som den låg i. I början av 1990-talet stängdes den gamla skolbyggnaden, som byggdes om till äldreboende. År 2005 stängdes den närbelägna Lars Wivalliusskolan, och elever därifrån flyttade in på Mikaelskolan. År 2013 bytte skolan namn till Västra Engelbrektsskolan. Den är nu en del av Engelbrekts rektorsområde.

## Skolans status
I början av 1990-talet var skolan populär, men dess status sjönk i början av 2000-talet. Till detta bidrog bl.a. att de populära musikklasserna togs bort. Skolan blev rikskänd då den 2011 medverkade i andra säsongen av TV-serien Klass 9A, där en niondeklass och deras lärare fick hjälp av vad som beskrevs som "superpedagoger" för att förbättra betygen. Dock blev följden att skolans rykte försämrades ytterligare, och 70 procent av eleverna i närområdet sökte sig därifrån. Skolan var under en tid nedläggningshotad, men kommunen har nu valt att satsa på skolan, bl.a. genom en ny ledning och ett namnbyte.